# Newzealandia castanea
Newzealandia castanea är en plattmaskart som först beskrevs av Arthur Dendy 1901.  Newzealandia castanea ingår i släktet Newzealandia och familjen Geoplanidae. Inga underarter finns listade i Catalogue of Life.